# Eparchie poltavská
Eparchie poltavská je eparchie ukrajinské pravoslavné církve Moskevského patriarchátu.

## Území a titul biskupa
Zahrnuje správní hranice území Myrhorodského rajónu (mimo území zrušeného Lochvyckého rajónu, Poltavského rajónu, města Horišni Plavni Kremenčuckého rajónu a Mharského monastýru.
Eparchiálnímu biskupovi náleží titul biskup poltavský a myrhorodský.

## Historie
Eparchie byla zřízena roku 1799 a původně sídlila v Perejaslavi.

## Seznam biskupů
- 1803–1807 Silvestr (Lebedinskij)
- 1807–1812 Feofan (Šyjanov-Černjavskyj)
- 1812–1816 Anatolij (Maxymovyč)
- 1816–1824 Mefodij (Pyšnjačevskyj)
- 1824–1830 Georgij (Jaščuržynskyj)
- 1830–1834 Nafanail (Pavlovskij)
- 1834–1849 Gedeon (Višněvskij)
- 1849–1850 Ieremija (Solovjov)
- 1850–1860 Nafanail (Savčenko)
- 1860–1862 Olexandr (Pavlovyč)
- 1862–1887 Ioann (Petin)
- 1887–1904 Ilarion (Jušenov) svatořečený
- 1904–1910 Ioann (Smirnov)
- 1910–1913 Nazarij (Kirillov)
- 1913–1919 Feofan (Bystrov)
  - 1914–1914 Sylvester (Olševskyj) dočasný správce svatořečený mučedník
- 1918–1920 Damian (Voskresenskij) svatořečený mučedník
  - 1920–1921 Parfenij (Levyckyj) dočasný správce
- 1921–1927 Hryhorij (Lisovskyj)
- 1927–1928 Damian (Voskresenskij)
- 1928–1932 Sergij (Grišin)
- 1932–1935 Mykolaj (Pyrskyj)
- 1935–1937 Tichon (Rusinov)
- 1937–1938 Mitrofan (Rusinov)
- 1942–1943 Veniamin (Novickij)
- 1944–1944 Nikolaj (Čufarovskij)
- 1944–1945 Stefan (Procenko)
- 1947–1952 Palladij (Kaminskyj)
- 1952–1958 Serafim (Šarapov)
- 1958–1964 Alipij (Chotovyckyj)
- 1964–1967 Feodosij (Procjuk)
- 1967–1979 Feodosij (Dykun)
- 1979–1985 Damaskin (Bodryj)
- 1985–1992 Savva (Babynec)
- 1992–2001 Feodosij (Dykun)
  - 2001–2001 Sofronij (Dmytruk) dočasný správce
- od 2001 Fylyp (Osadčenko)